# Budapest XXIII. kerülete
Budapest XXIII. kerülete – Soroksár (németül: Markt) a magyar főváros legfiatalabb kerülete; 1994-ben vált le Budapest XX. kerületéről. Területe megegyezik az 1950-ben Nagy-Budapesthez csatolt Soroksár nagyközségével.

## Fekvése
Északon a XX. kerület, nyugatról a Soroksári-Duna-ág, azon túl a XXI. kerület és Szigetszentmiklós, délről a főváros közigazgatási határa (Dunaharaszti, Alsónémedi és Gyál), keletről a XVIII. kerület határolja.
Soroksár a Pesti-síkságon fekszik, a településtől nyugatra folyik a Ráckevei-Duna (a helyiek elnevezése alapján Soroksári-Duna). A Duna-ágba ömlik a szabályozott és szennyezett Gyáli-patak.

## Története

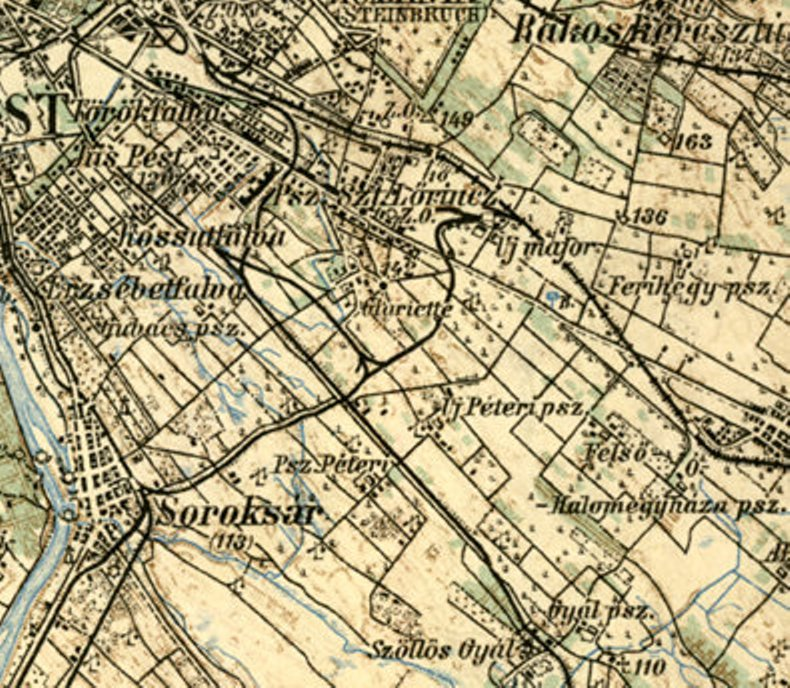
Soroksár egy régi térképen

Soroksár nevét illetve magát a területet először Anonymus említi Surucsar néven. Soroksár település a oszmán uralom alatt elpusztult, 1661-től a felsővattai Wathay család birtoka. Wathay I. Pál Pest-Pilis-Solt-Kiskun vármegye helyettes alispánja, majd fia Wattay János a vármegye első kuruc alispánja birtokában volt a puszta. 1724-ben kezdett német lakosokkal benépesülni, 1731-től Grassalkovich Antal Habsburg tisztviselő sajátos módszerekkel szerezte meg. (A betelepülés kezdetben lassan ment, mert Grassalkovich birtokjogát sokan megtámadták.) Ezen időben még a területet Soroksár-Pusztának hívták. Grassalkovich kiszárította a mocsarakat, így a mocsarak és lápok helyén kiváló termőföldek keletkeztek. A Molnár-szigeten lévő rozstermelés is nagyon fontos volt a terület gazdaságában. A 18. század közepe táján lett faluvá, Mária Terézia alatt vásárjogot kapott és mezővárossá lett. A település első postamestere, nemes Sartóry Lipót (1760-1809), aki Csikóson, Sári mellett született nemes Sartóri Lipót (1733-1789), uradalmi ispán Újhartyánban a gróf Keglevich családnál, és Schmir Katalin fiaként. A 19. század végén Soroksár nagyközség volt Pest-Pilis-Solt-Kiskun vármegye Ráckevei járásában, az elzárt soroksári Duna-ág mellett, 1891-ben 1366 házzal és 12 143 lakossal (közte 4410 magyar, 7120 német, 160 szlovák). Budapesthez közeli helyzetét kihasználva a fővárossal élénk gazdasági forgalmat alakított ki. Soroksárhoz tartozott Erzsébetfalva és Kossuthfalva, valamint a gubacsi puszta.
A második világháborút követően Soroksár német lakosságának javát – összesen 3898 embert – kitelepítették. A kitelepítetteket marhavagonokon szállították főleg Német Demokratikus Köztársaságba és az akkori Szovjetunió egyes területeire, s azt mondták a kitelepítetteknek, hogy egy „kis munkára” viszik őket (málenkij robot). Ez az akkori nagyhatalmak döntésén alapult.
1950. január 1-jétől Soroksár a főváros része lett a XX. kerület kisebbik alkotóelemeként Pestszenterzsébet mellett.
A Haraszti út - Templom utcai elágazásnál (GOH csomópont) a HÉV vágányai felett átívelő Grassalkovich úti felüljáró 1974-1976 között épült. A 150-es vasútvonal felett átívelő Ócsai úti felüljáró korábban, 1972-1974 között épült. A Helsinki út folytatásaként a Grassalkovich út kiszélesítése irányonként két forgalmi sávval 1979-re készült el.
1992. szeptember 27-én helyi lokálpatrióták kezdeményezésére népszavazást tartottak, ahol döntés született az önálló Soroksárról. Az így létrejött XXIII. kerület 1994. december 11-én választotta meg első képviselő-testületét.

### A Molnár-sziget
A Molnár-sziget (németül: Müllerinsel) a Soroksári avagy Ráckevei-Kis-Duna-ág egyik szigete, amely Soroksárhoz tartozik, és melyet keletről Soroksár többi része, nyugatról Csepel, és a Csepel-sziget határolnak. A történelem során Soroksárhoz illetve egy kis ideig Pesterzsébethez tartozó sziget erősen hozzájárult Soroksár és az akkori Soroksár-Puszta gazdasági fejlődéséhez.
A Molnár-sziget arról az 50 vízimalomról kapta nevét, amelyek a Dunán álltak, és a szigeten termesztett soroksári rozst lisztté őrölték. A sziget alacsony fekvése illetve a Duna szabályozatlansága miatt egy évben legalább egyszer a Molnár-sziget a megáradt folyó vize alá került. A soroksáriak csónakon szállították a soroksári, ún. sváb rozskenyeret fővárosba.

## Politika

### Polgármesterek
| Terminus  | Név           | Jelölő szervezet(ek)                                | Megjegyzés |
| --------- | ------------- | --------------------------------------------------- | ---------- |
| 1994–1998 | Geiger Ferenc | MSZP-SZDSZ                                          |            |
| 1998–2002 | Geiger Ferenc | Soroksári Civil Szervezetek és Személyek Egyesülete |            |
| 2002–2006 | Geiger Ferenc | Soroksári Civil Szervezetek és Személyek Egyesülete |            |
| 2006–2010 | Geiger Ferenc | Soroksári Civil Szervezetek és Személyek Egyesülete |            |
| 2010–2014 | Geiger Ferenc | Soroksári Civil Szervezetek és Személyek Egyesülete |            |
| 2014–2019 | Geiger Ferenc | Soroksári Civil Szervezetek és Személyek Egyesülete |            |
| 2019–2024 | Bese Ferenc   | független                                           |            |
| 2024–     | Bese Ferenc   | független                                           |            |

### A 2024-es önkormányzati választás eredménye
- A polgármester-választás eredménye[19]

| Jelölt neve     | Jelölő szervezet(ek) | Jelölő szervezet(ek)                               | Szavazatok száma | Szavazatok aránya |
| --------------- | -------------------- | -------------------------------------------------- | ---------------- | ----------------- |
| Bese Ferenc     |                      | Független                                          | 5490             | 51,53%            |
| Ritter Ottó     |                      | Momentum – DK – Párbeszéd – Jobbik – Közéleti klub | 2701             | 25,35%            |
| Bereczki Miklós |                      | Független                                          | 1879             | 17,64%            |
| Kovács Attila   |                      | Mi Hazánk                                          | 583              | 5,47%             |
| Összesen        |                      |                                                    | 10 653           | 100%              |

- A képviselőtestület-választás eredménye[20]

| Párt | Párt                                               | Mandátumok | Képviselő-testület | Képviselő-testület | Képviselő-testület | Képviselő-testület | Képviselő-testület | Képviselő-testület | Képviselő-testület | Képviselő-testület |
| ---- | -------------------------------------------------- | ---------- | ------------------ | ------------------ | ------------------ | ------------------ | ------------------ | ------------------ | ------------------ | ------------------ |
|      | SLE – Fidesz – KDNP                                | 6          |                    |                    |                    |                    |                    |                    |                    |                    |
|      | Momentum – DK – Párbeszéd – Jobbik – Közéleti klub | 2          |                    |                    |                    |                    |                    |                    |                    |                    |
|      | Független                                          | 1          | P                  |                    |                    |                    |                    |                    |                    |                    |
|      | SORIÉRT Egyesület                                  | 1          |                    |                    |                    |                    |                    |                    |                    |                    |
|      | 23. kerületért Egyesület – LMP – Zöldek            | 1          |                    |                    |                    |                    |                    |                    |                    |                    |

### Országgyűlési képviselők
- 1990-1994: Dr. Vizy Béla (MDF) Budapesti 29. sz. országgyűlési egyéni választókerület
- 1994-1998: Karakas János (MSZP) Budapesti 29. sz. országgyűlési egyéni választókerület
- 1998-2002: Karakas János (MSZP) Budapesti 29. sz. országgyűlési egyéni választókerület
- 2002-2006: Hiller István (MSZP) Budapesti 29. sz. országgyűlési egyéni választókerület
- 2006-2010: Hiller István (MSZP) Budapesti 29. sz. országgyűlési egyéni választókerület
- 2010-2014: Földesi Gyula (Fidesz-KDNP) Budapesti 29. sz. országgyűlési egyéni választókerület
- 2014-2018: Szabó Szabolcs (MSZP-Együtt-DK-PM-MLP) Budapesti 17. sz. országgyűlési egyéni választókerület
- 2018-2022: Szabó Szabolcs (Együtt) Budapesti 17. sz. országgyűlési egyéni választókerület
- 2022-től: Szabó Szabolcs (DK-Jobbik-Momentum-MSZP-LMP-Párbeszéd) Budapesti 17. sz. országgyűlési egyéni választókerület

Népesség
A XXIII. kerület lakónépessége 2022. október 1-jén 22 633 fő volt, ami Budapest össznépességének 1,3%-át tette ki. A 2011-es népszámlálás óta 1478 fővel nőtt a kerület lakosság száma. Ebben az évben az egy km²-re jutó lakók száma, átlagosan 555 ember volt. A XXIII. kerület népesség korösszetétele igen kedvezőtlen. 2022-ben a kerület lakónépességének a 14%-a 14 évnél fiatalabb, míg a 65 éven felülieké 19% volt. 2021-ben a férfiaknál 69,9, a nőknél 78,9 év volt a születéskor várható átlagos élettartam. A legmagasabb befejezett iskolai végzettség szerint az érettségi végzettséggel rendelkezők élnek a legtöbben a kerületben 7763 fő, utánuk következő nagy csoport a diplomával rendelkezők 4615 fővel. 2022-ben a 6 évnél idősebb népesség 87,3%-nál volt internet elérési lehetősége. A népszámlálás adatai alapján a kerület lakónépességének 11,6%-a, mintegy 2616 személy vallotta magát valamely kisebbséghez tartozónak. A kisebbségek közül német, cigány és ukrán nemzetiségűnek vallották magukat a legtöbben.
A 19. század utolsó harmadától a XXIII. kerület lakosságszáma egyenletesen növekedett, egészen 1949-ig. Az 1950-es évektől 1970-ig dinamikusan nőtt a kerület népessége. A legtöbben 1970-ben éltek a kerületben 26 657 fő. A 70-es évektől, egészen 1990-ig csökkent a kerület népesség száma, azonban a 90-es években fordulat következett be és lassú növekedésnek indult be, ami napjainkig is tart. Jelenleg ma kevesebben laknak a XXIII. kerületben, mint 1960-ban.
A 2022-es népszámlálási adatok szerint a magukat vallási közösséghez tartozónak valló XXIII. kerületiek túlnyomó többsége római katolikusnak tartja magát. Emellett jelentős egyház a kerületben, még a református.

## Közlekedés
A kerület viszonylag csendes, kertvárosias, mert a nagy forgalmat lebonyolító utak jelentős része a kerület peremén fut végig (a nyugati oldalon a Grassalkovich út - Ócsai út - Haraszti út tengely [az 5-ös és az 510-es főutak városon belüli szakaszai], a keletin az M5-ös autópálya bevezető szakasza, délen pedig az M0 körgyűrű). A leggyorsabb megközelítési mód a Ráckevei HÉV (H6), valamint a Budapest–Kelebia-vasútvonal. Mindkét vasútnak a városközpont közelében (Hősök tere) vannak a megállói. A  kerület központja a Hősök tere, amely 13 km távolságra helyezkedik el a Belvárostól.
Ezeken kívül megközelíthető az alábbi BKK autóbuszokkal: 66, 66B, 66E, 135, 166 valamint a Volánbusz délpesti agglomerációba tartó helyközi járataival.

## Sportélete
Soroksár hivatalos [forrás?] sportegyesülete a Soroksár SC. A csapat magyar kupát nyert 1934-ben.
A labdarúgó szakosztály az NB II. Merkantil Ligában szerepel.
A kerület ad otthont a Soroksári Súlyemelő és Szabadidősport Egyesületnek (SoSE), amely 1995-ös megalakulása óta 87 országos bajnoki címet és számos Európa- és világbajnoki helyezést szerzett; a hazai súlyemelés egyik legeredményesebb egyesülete. A klub szervezésében kerül 1998-óta minden évben megrendezésre, a Soroksár Kupa Nemzetközi Súlyemelő verseny, amelyen rendszerint tucatnyi ország több mint 100 versenyzője vesz részt.

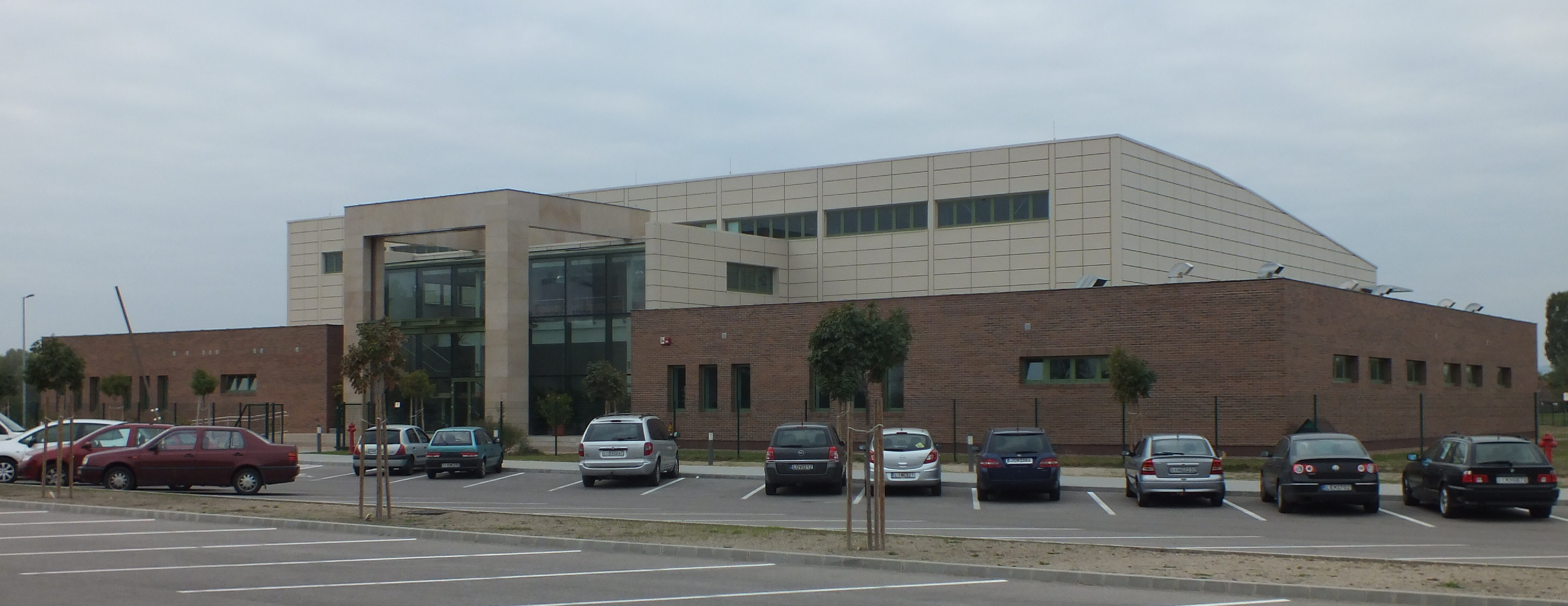
A Soroksári Sportcsarnok

## Városrészek
Soroksár-Újtelep
Határai: Köves út az Alsó határúttól - Szentlőrinci út - Temető sor - Alsó határút a Köves útig. Az 1920-as években kialakult lakóterület Soroksár és Pesterzsébet határán. A délkeleti részén 1990-1991 között épült fel a Szentlőrinci úti lakótelep. Az északabbra található, kisebb méretű Nyír utcai lakótelep a - nevével ellentétben a kerülethez tartozó - Pesterzsébeti temetőhöz esik közelebb.
Péterimajor
Milleniumtelep

## Soroksár iskolái
- Budapest XXIII. Kerületi Grassalkovich Antal Általános Iskola

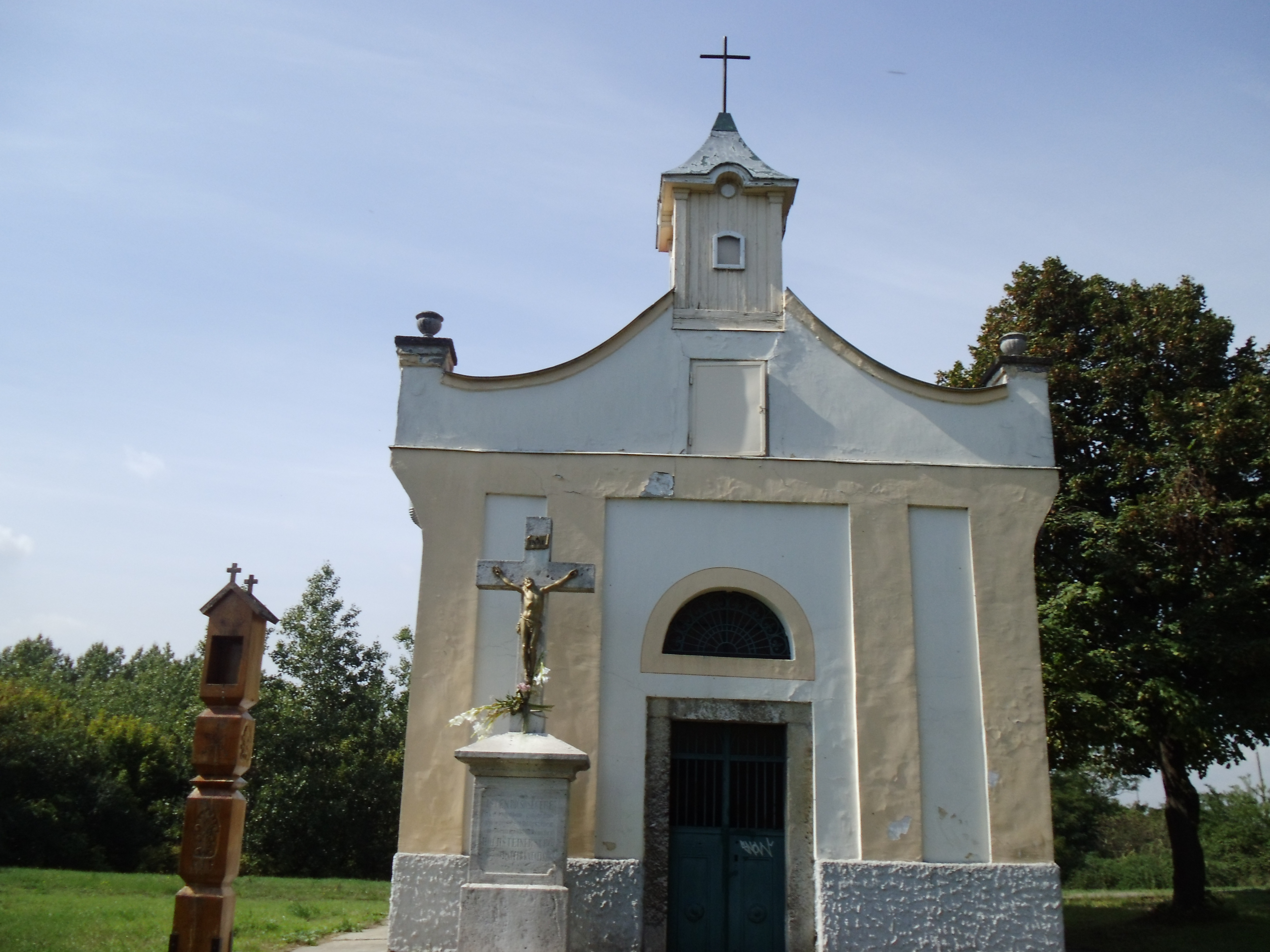
A műemlék Segítő Mária Kápolna

- Budapest XXIII. Kerületi Páneurópa Általános Iskola
- Budapest XXIII. Kerületi Török Flóris Általános Iskola
- Budapest XXIII. Kerületi Fekete István Általános Iskola
- Budapest XXIII. Kerületi Mikszáth Kálmán Általános Iskola
- Budapest XXIII. Kerületi Galambos János Zenei Alapfokú Művészeti Iskola

## Kultúra, szórakozás
Kulturális intézmények:
- Táncsics Mihály Művelődési Ház[24]
- Galéria ’13 Soroksár[24]
  - Soroksári Helytörténeti Gyűjtemény[24]
- Fedák Sári Színház

## Látnivalók
- botanikus kert
- Segítő Mária-kápolna - A városrész egyik legrégibb műemlék épülete, a 18. század végén copf stílusban épült.
- Hősök tere, rajta a Nagyboldogasszony Plébániatemplom
- Táncsics Mihály Művelődési Ház, Grassalkovich u. 122-124.
- Fedák Sári Színház (egykori Otthon Filmszínház), Hősök tere 21.

## Testvérvárosai
- Nürtingen, Németország (1995–)[25]
- Székelyudvarhely, Románia (1998–)[25]
- Tvardica, Bulgária (2007–)[25]
- Törökbálint, Magyarország (2008–)[25]
- Peking Tongzhou kerülete, Kína (2019–)[25]
- Sona, Olaszország (2021–)
- Sędziszów Małopolski, Lengyelország (2023–)

## Képgaléria

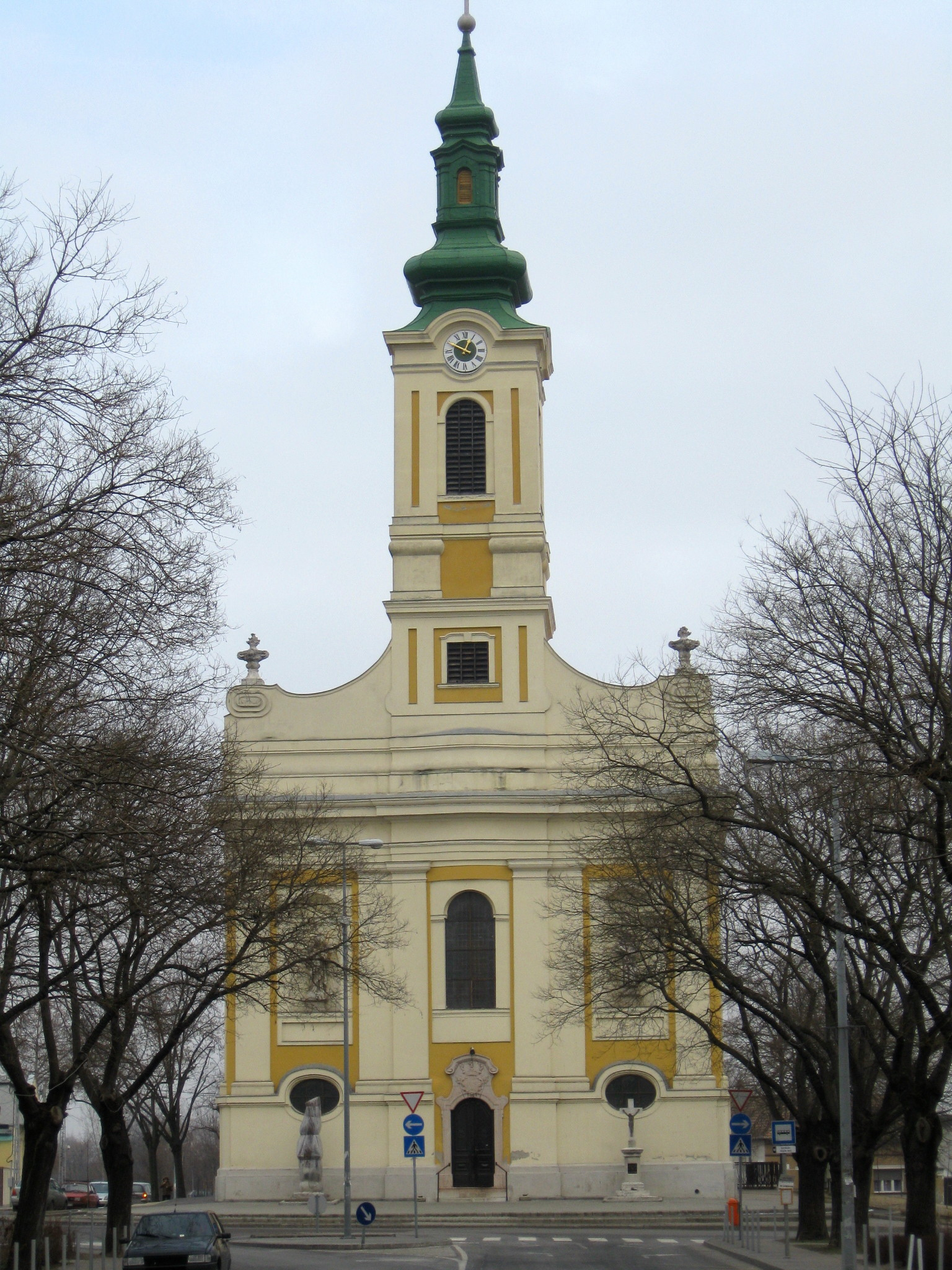
Nagyboldogasszony Plébániatemplom
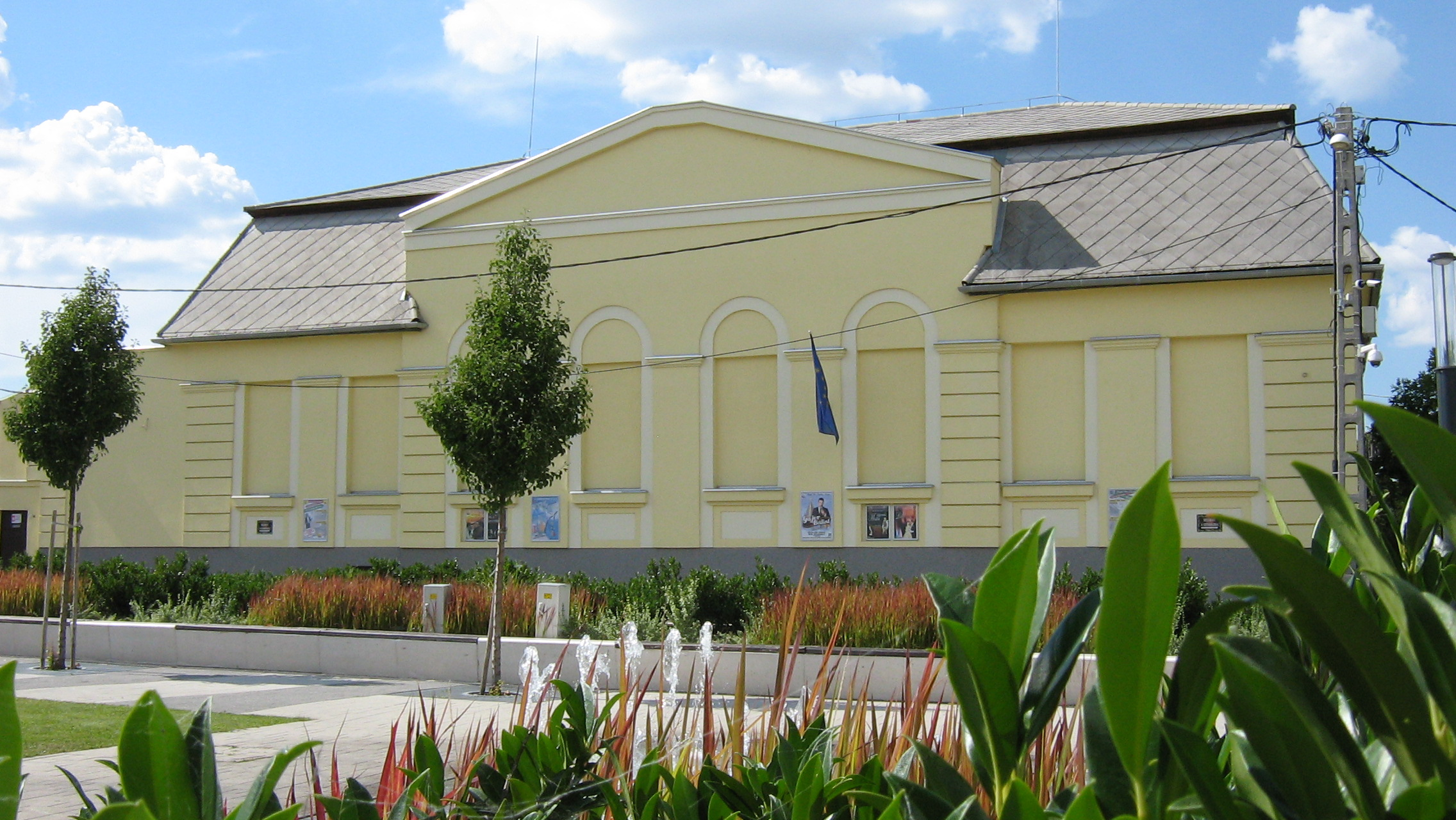
Fedák Sári Színház 2018 - Soroksár, Hősök tere 21.
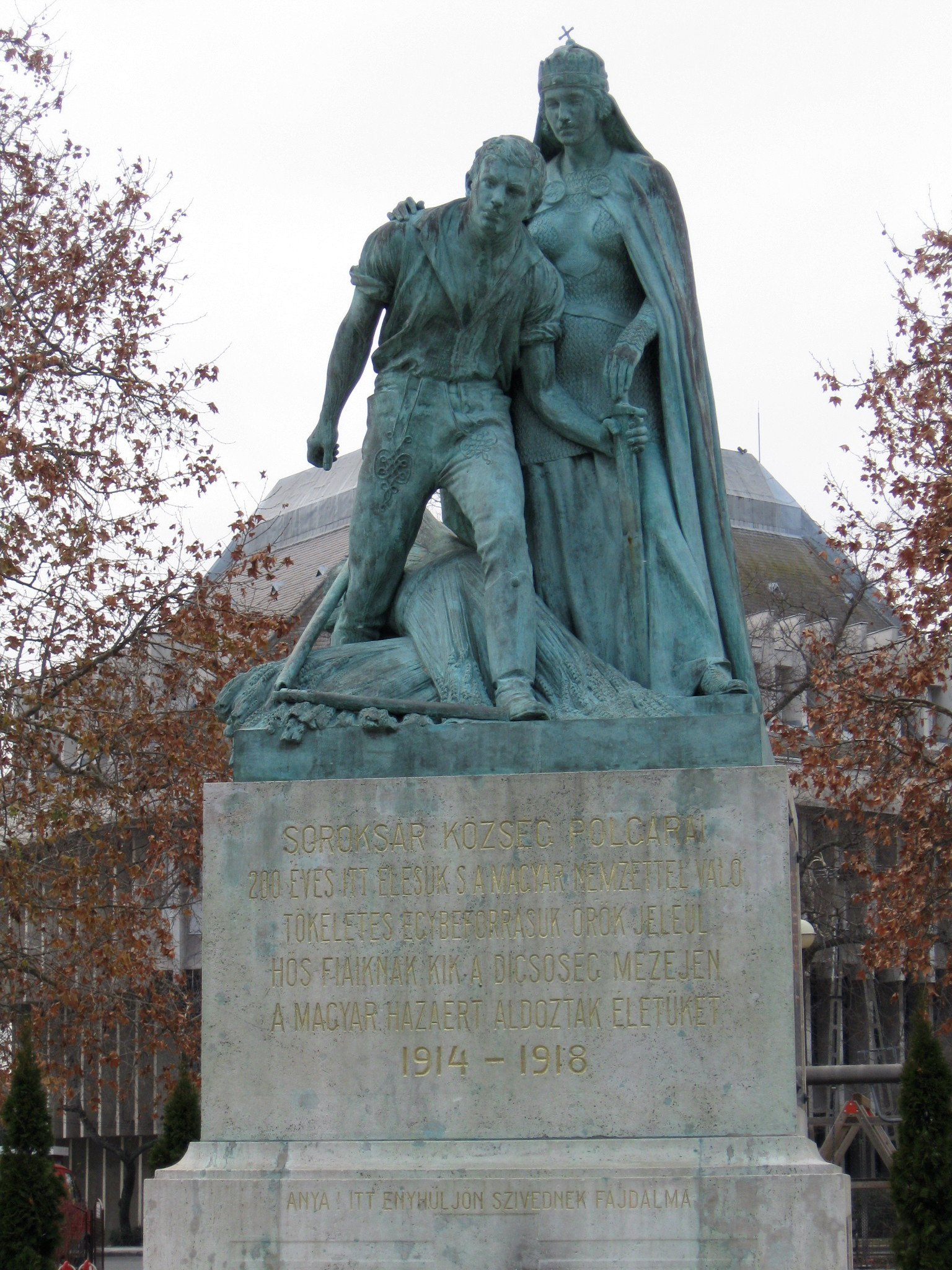
Első világháborús emlékmű - Hősök tere
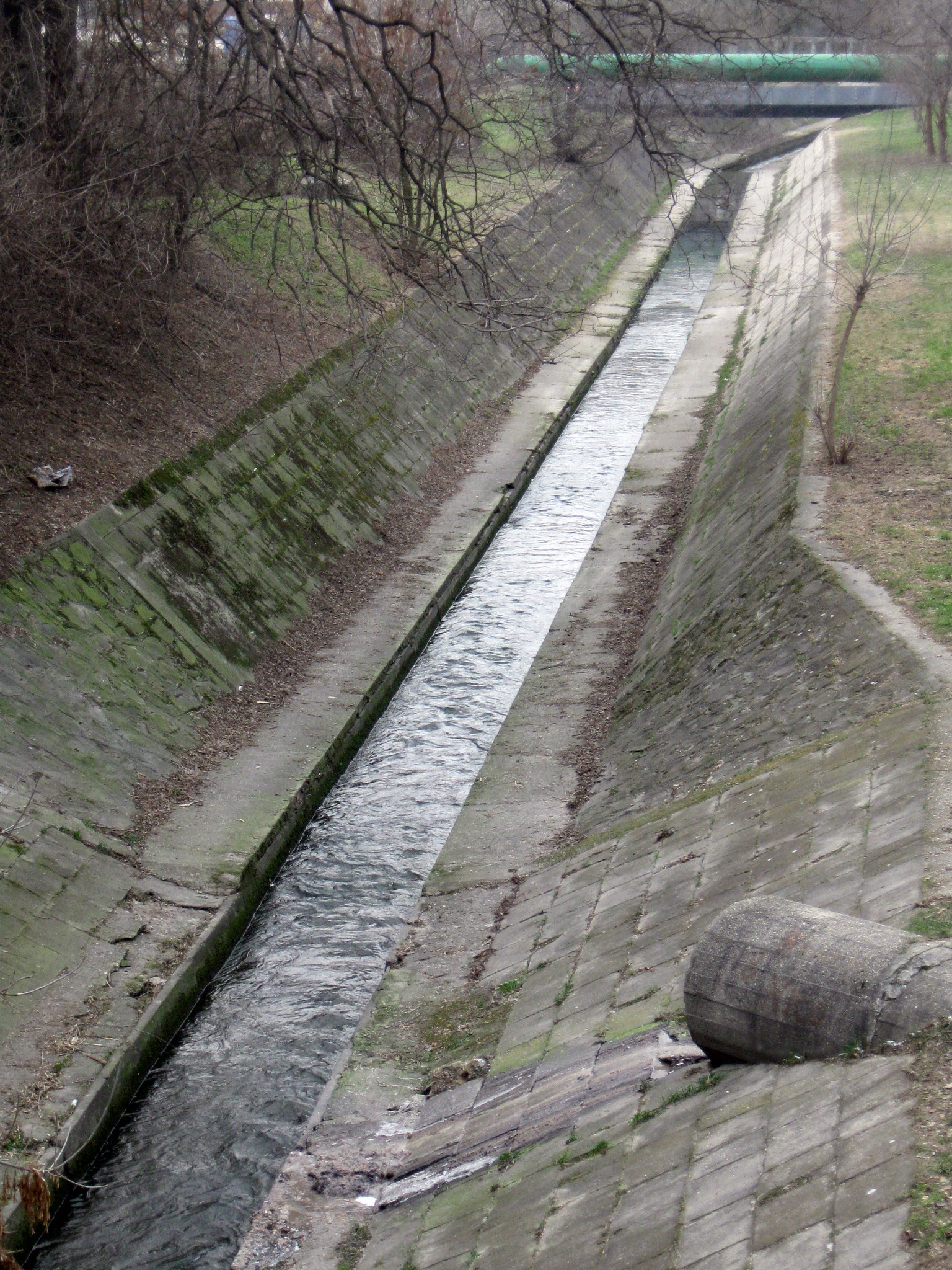
Gyáli patak, Grassalkovich utca
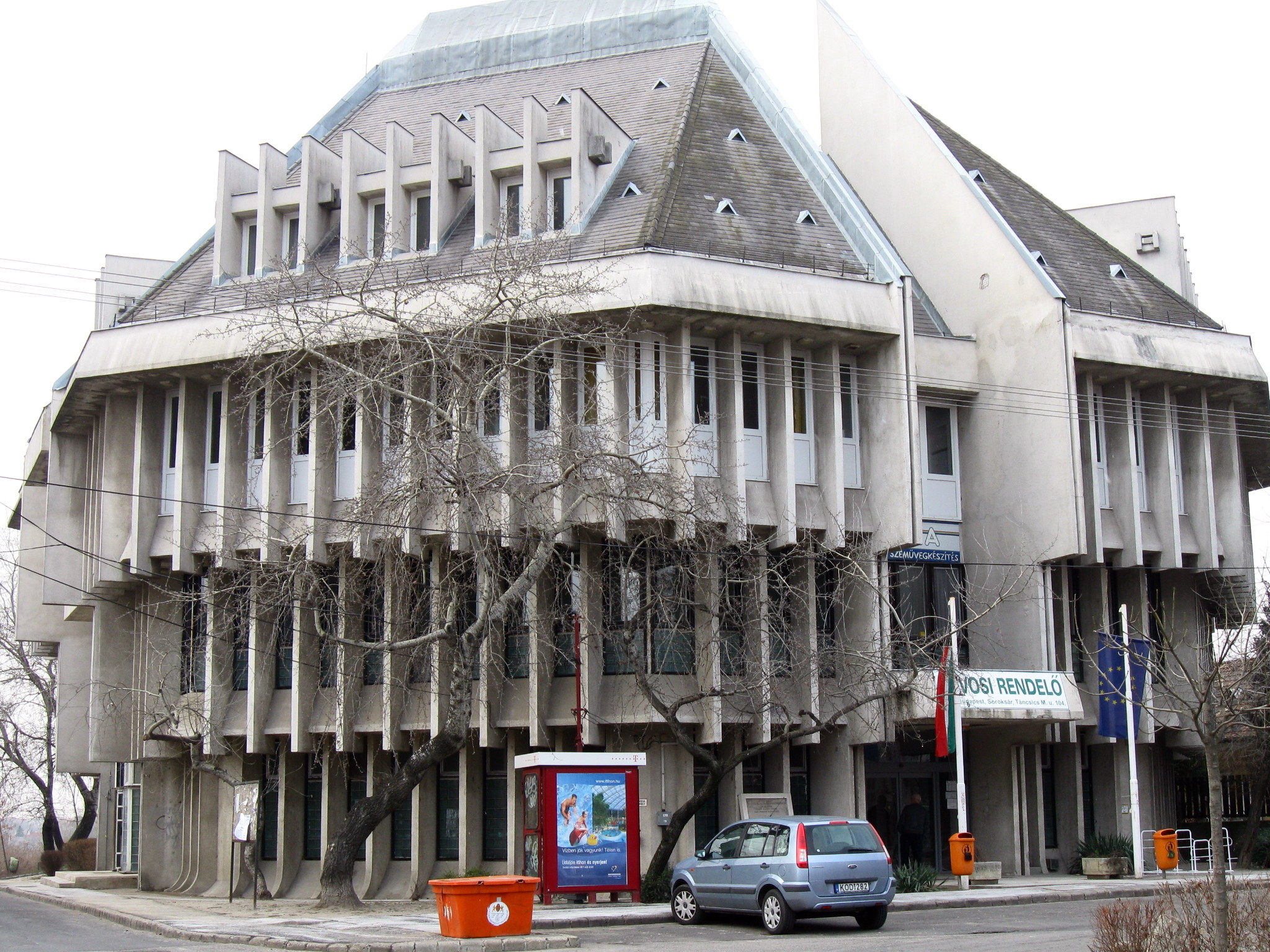
Orvosi rendelő - Hősök tere
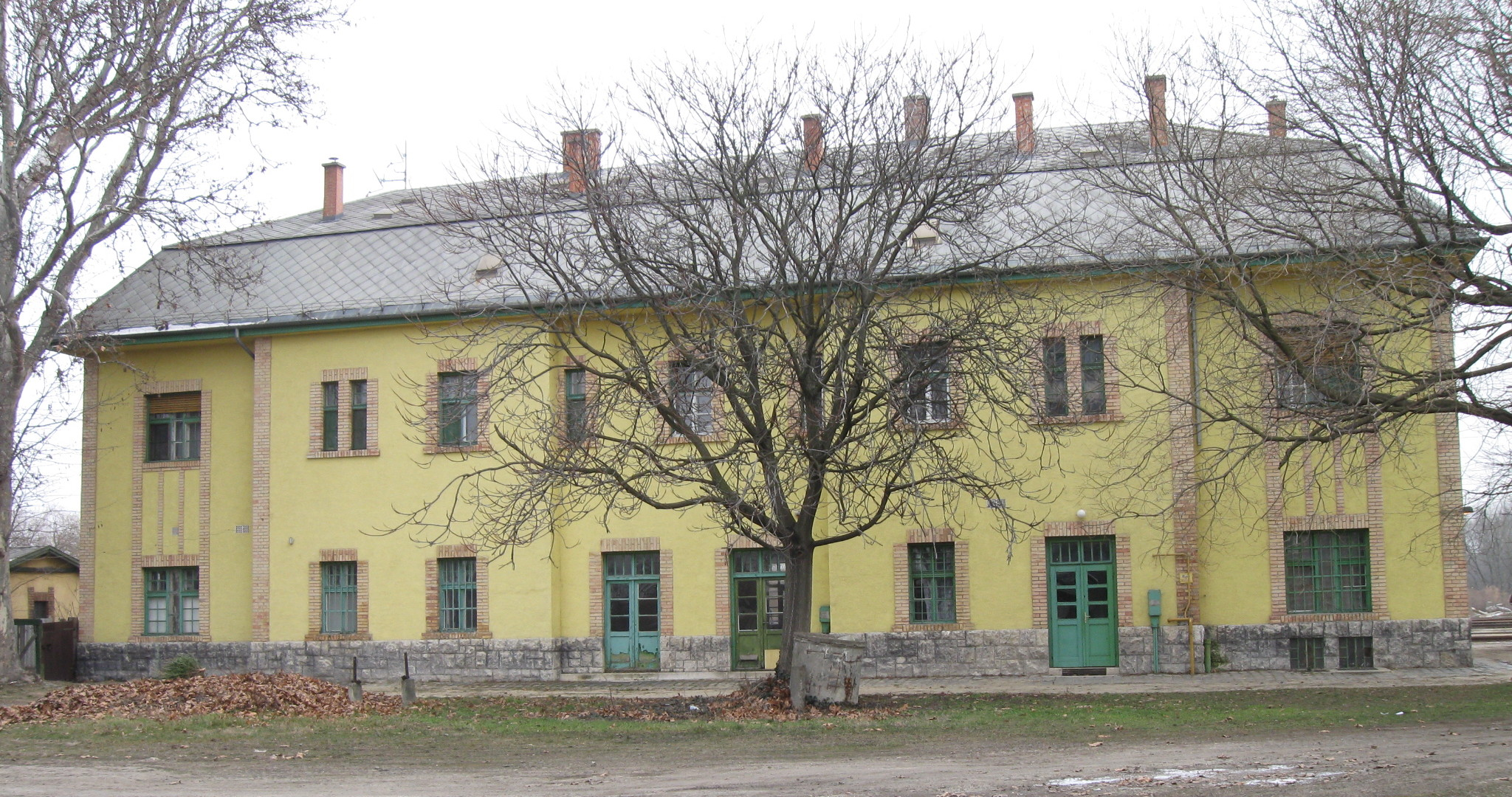
Vasútállomás - Jelző utca (a Hősök tere végénél)
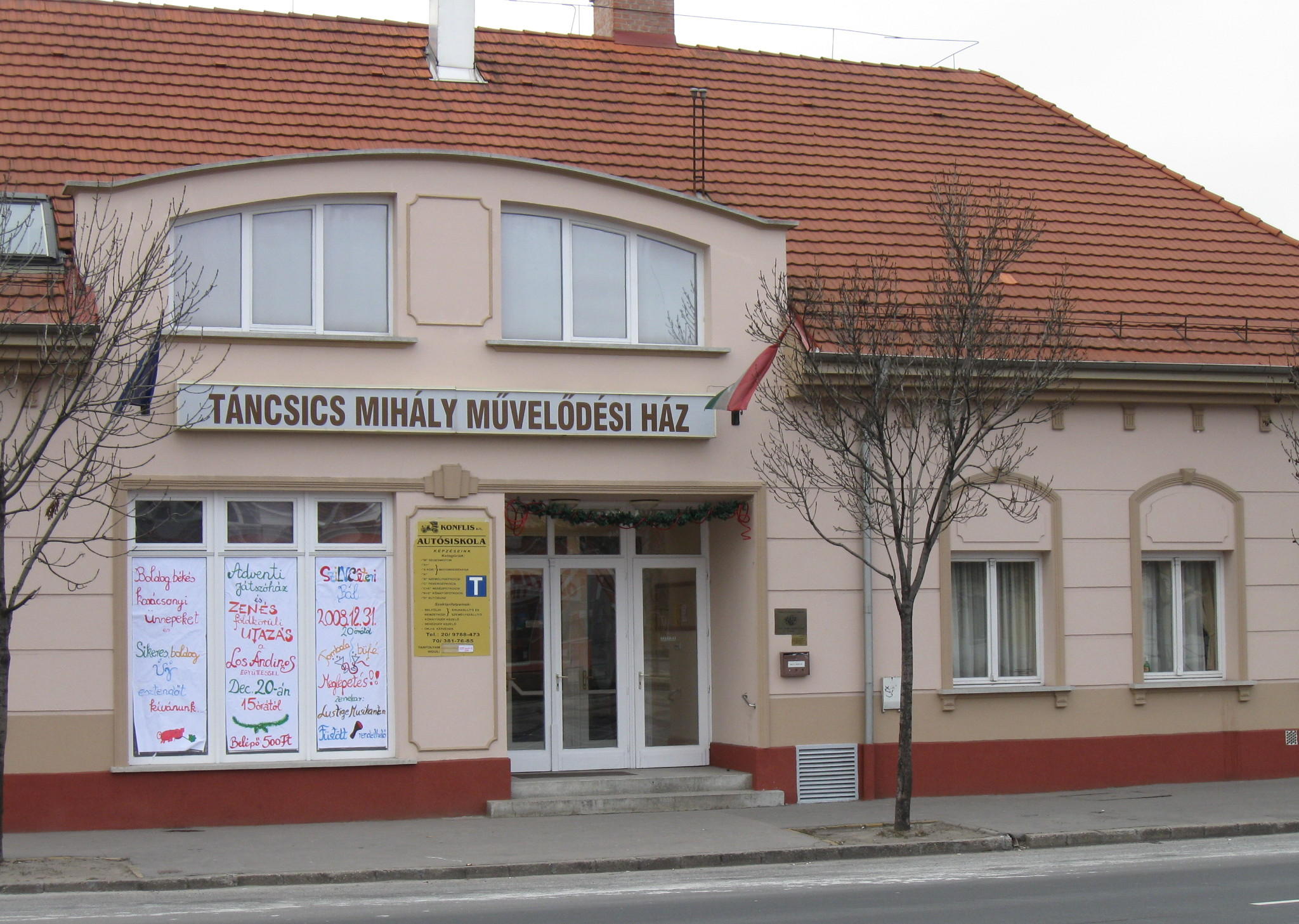
Táncsics Mihály Művelődési Ház
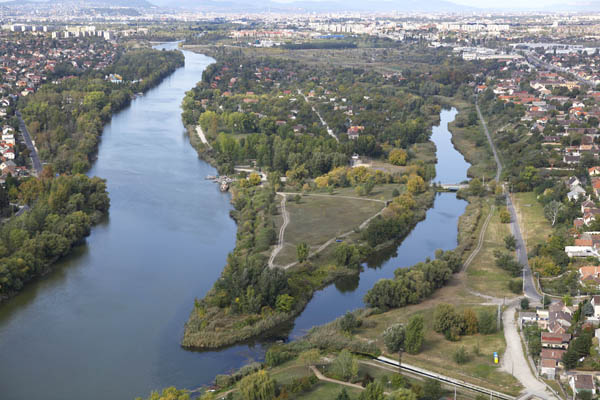
A Molnár-sziget légifotója
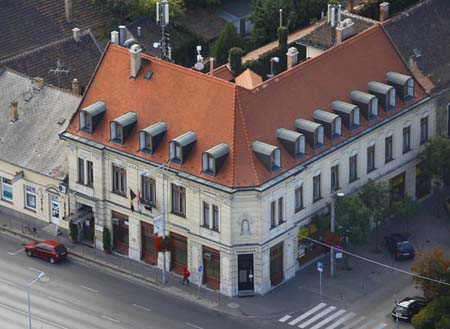
Az önkormányzat épülete madár távlatból
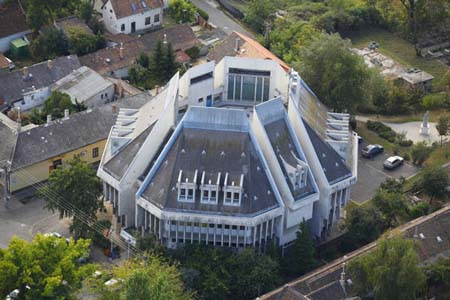
A Hősök tere légifotón
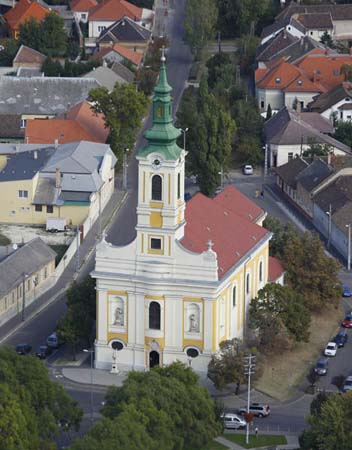
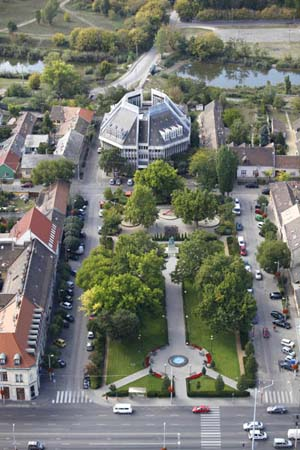
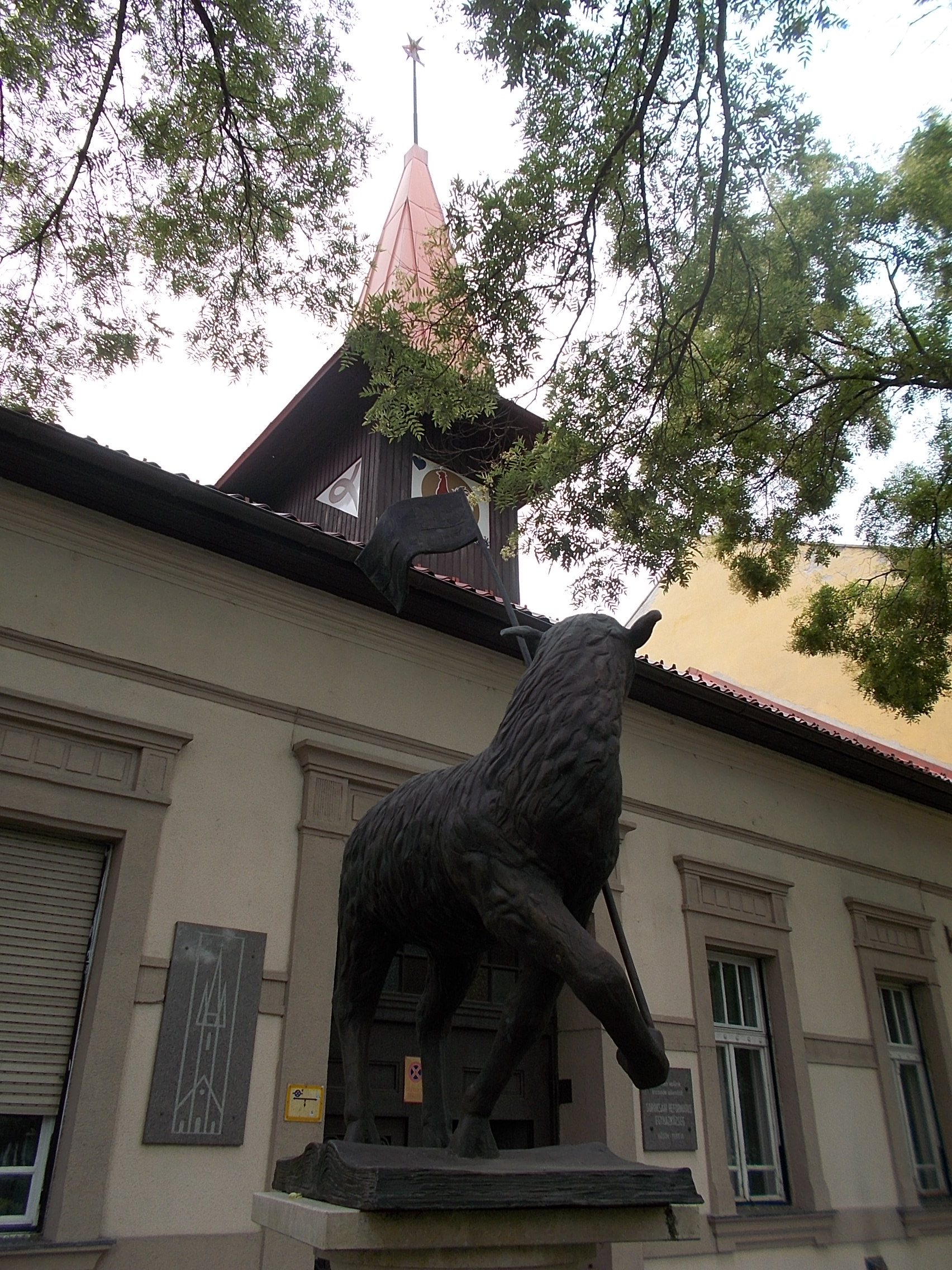
A Soroksári Református Egyházközség temploma a Hősök terén (Hősök tere 11.)